# Phyllachora potentillae
Phyllachora potentillae är en svampart som först beskrevs av Ludwig David von Schweinitz, och fick sitt nu gällande namn av Peck 1929. Phyllachora potentillae ingår i släktet Phyllachora och familjen Phyllachoraceae.   Inga underarter finns listade i Catalogue of Life.